# Tanja Erath
Tanja Erath (Heilbronn, 7 de octubre de 1989) es una deportista alemana que compitió en ciclismo en la modalidad de ruta. Ganó una medalla de plata en el Campeonato Europeo de Ciclismo en Ruta de 2021, en la prueba de contrarreloj por relevos mixtos.

## Medallero internacional
| Campeonato Europeo | Campeonato Europeo | Campeonato Europeo | Campeonato Europeo              |
| Año                | Lugar              | Medalla            | Competición                     |
| ------------------ | ------------------ | ------------------ | ------------------------------- |
| 2021               | Trento (Italia)    | Medalla de plata   | Contrarreloj por relevos mixtos |

## Palmarés
2020
- 3.ª en el Campeonato de Alemania en Ruta